# Санта-Клара (округ, Каліфорнія)
Шаблон:StateAbbr_ 37°22′ пн. ш. 121°58′ зх. д. / 37.36° пн. ш. 121.97° зх. д.
Округ Санта-Клара (англ. Santa Clara County) — округ (графство) в штаті Каліфорнія, США. Ідентифікатор округу 06085.

## Історія
Округ утворений 1850 року.

## Демографія
За даними перепису 2000 року загальне населення округу становило 1682585 осіб, зокрема міського населення було 1661927, а сільського — 20658. Серед мешканців округу чоловіків було 852974, а жінок — 829611. В окрузі було 565863 господ, 395561 родин, які мешкали в 579329 будинках. Середній розмір родини становив 3,41.
Віковий розподіл населення поданий у таблиці:
| Стать    | До 15 років | 15-21 | 22-29  | 30-39  | 40-49  | 50-65  | 65-85 | Понад 85 |
| -------- | ----------- | ----- | ------ | ------ | ------ | ------ | ----- | -------- |
| Чоловіки | 180539      | 79166 | 114041 | 163839 | 132568 | 115208 | 62166 | 5447     |
| Жінки    | 171047      | 71581 | 100834 | 146570 | 125830 | 120835 | 80374 | 12540    |